# La Couarde-sur-Mer
La Couarde-sur-Mer és un municipi francès situat al departament del Charente Marítim i a la regió de la Nova Aquitània. L'any 2007 tenia 1.241 habitants.

## Demografia

### Població
El 2007 la població de fet de La Couarde-sur-Mer era de 1.241 persones. Hi havia 572 famílies de les quals 184 eren unipersonals (65 homes vivint sols i 119 dones vivint soles), 241 parelles sense fills, 135 parelles amb fills i 12 famílies monoparentals amb fills.
La població ha evolucionat segons el següent gràfic:
Habitants censats

### Habitatges
El 2007 hi havia 2.401 habitatges, 586 eren l'habitatge principal de la família, 1.793 eren segones residències i 23 estaven desocupats. 2.107 eren cases i 139 eren apartaments. Dels 586 habitatges principals, 451 estaven ocupats pels seus propietaris, 111 estaven llogats i ocupats pels llogaters i 25 estaven cedits a títol gratuït; 9 tenien una cambra, 41 en tenien dues, 91 en tenien tres, 179 en tenien quatre i 266 en tenien cinc o més. 390 habitatges disposaven pel capbaix d'una plaça de pàrquing. A 288 habitatges hi havia un automòbil i a 234 n'hi havia dos o més.

### Piràmide de població
La piràmide de població per edats i sexe el 2009 era:
| Homes | Edats   | Dones |
| ----- | ------- | ----- |
| 0     | 95 o +  | 0     |
| 4     | 90 a 94 | 8     |
| 4     | 85 a 89 | 40    |
| 16    | 80 a 84 | 28    |
| 24    | 75 a 79 | 28    |
| 52    | 70 a 74 | 48    |
| 36    | 65 a 69 | 36    |
| 68    | 60 a 64 | 56    |
| 40    | 55 a 59 | 64    |
| 28    | 50 a 54 | 24    |
| 48    | 45 a 49 | 36    |
| 40    | 40 a 44 | 16    |
| 24    | 35 a 39 | 52    |
| 20    | 30 a 34 | 32    |
| 32    | 25 a 29 | 32    |
| 20    | 20 a 24 | 16    |
| 28    | 15 a 19 | 12    |
| 28    | 10 a 14 | 16    |
| 24    | 5 a 9   | 16    |
| 60    | 0 a 4   | 24    |

## Economia
El 2007 la població en edat de treballar era de 704 persones, 461 eren actives i 243 eren inactives. De les 461 persones actives 407 estaven ocupades (225 homes i 182 dones) i 54 estaven aturades (23 homes i 31 dones). De les 243 persones inactives 101 estaven jubilades, 53 estaven estudiant i 89 estaven classificades com a «altres inactius».

### Ingressos
El 2009 a La Couarde-sur-Mer hi havia 661 unitats fiscals que integraven 1.380 persones, la mediana anual d'ingressos fiscals per persona era de 21.537 €.

### Activitats econòmiques
Dels 200 establiments que hi havia el 2007, 4 eren d'empreses extractives, 1 d'una empresa alimentària, 3 d'empreses de fabricació d'altres productes industrials, 30 d'empreses de construcció, 47 d'empreses de comerç i reparació d'automòbils, 3 d'empreses de transport, 34 d'empreses d'hostatgeria i restauració, 1 d'una empresa d'informació i comunicació, 10 d'empreses financeres, 25 d'empreses immobiliàries, 17 d'empreses de serveis, 10 d'entitats de l'administració pública i 15 d'empreses classificades com a «altres activitats de serveis».
Dels 58 establiments de servei als particulars que hi havia el 2009, 1 era una oficina de correu, 2 oficines bancàries, 2 tallers de reparació d'automòbils i de material agrícola, 7 paletes, 7 guixaires pintors, 5 fusteries, 4 lampisteries, 1 electricista, 2 perruqueries, 21 restaurants, 5 agències immobiliàries i 1 tintoreria.
Dels 25 establiments comercials que hi havia el 2009, 1 era un supermercat, 1 una botiga de menys de 120 m², 2 fleques, 2 carnisseries, 4 peixateries, 1 una llibreria, 4 botigues de roba, 2 botigues d'equipament de la llar, 1 una botiga d'electrodomèstics, 2 botigues de mobles, 3 botigues de material esportiu, 1 un drogueria i 1 una floristeria.
L'any 2000 a La Couarde-sur-Mer hi havia 22 explotacions agrícoles que ocupaven un total de 221 hectàrees.

## Equipaments sanitaris i escolars
L'únic equipament sanitari que hi havia el 2009 era una farmàcia.
El 2009 hi havia una escola elemental.

## Poblacions més properes
El següent diagrama mostra les poblacions més properes.